# Gare de Bâle-Saint-Jacques
La gare de Bâle-Saint-Jacques (en allemand Bahnhof Basel St. Jakob) est une gare de la ville de Bâle, en Suisse. Contrairement aux cinq autres gares bâloises, la gare de Bâle-Saint-Jacques n'est pas desservie par des trains du réseau Regio S-Bahn. En effet, elle n'est desservie que par des trains spéciaux les jours de matches au Parc Saint-Jacques.

## Autres gares de Bâle
- Bâle CFF, gare principale de la ville.
  - Bâle SNCF qui jouxte la gare de Bâle CFF, pour les trains SNCF et les TER Alsace.
- Gare badoise, en allemand Badischer Bahnhof située au nord-est de Bale en direction de l'Allemagne, exploitée par la DB
- Bâle-Saint-Jean située sur la ligne en direction de Saint-Louis en France.
- Bâle-Dreispitz sur la ligne direction Delémont